# Business Process Execution Language

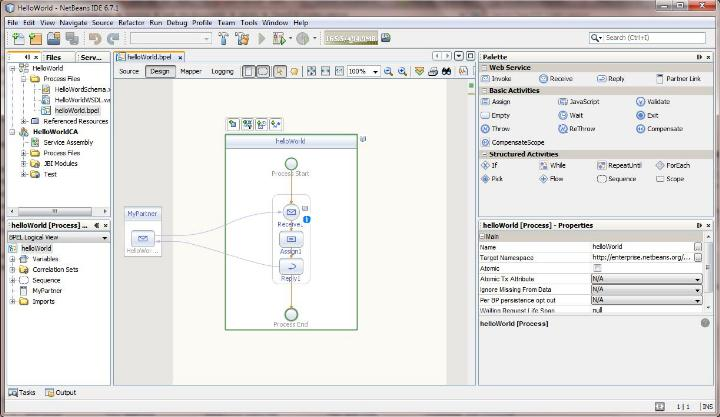
Captura de tela de um editor de BPEL, o OpenESB.

Business Process Execution Language (BPEL), abreviação de Web Services Business Process Execution Language (WS-BPEL) é uma linguagem padrão OASIS executável para especificar ações de processos de negócio com web services.

## Visão Geral
As interações entre web services podem ser descritas de duas formas: processos executáveis e processos de negócio. O processo executável comporta-se de um participante em uma interação de negócios. Processos de negócios são a especificação parcial dos processos que não se destinem a serem executados. Um processo de negócio pode esconder detalhes operacionais. Em resumo, os processos de negócios são descritivos, com mais de um caso de uso possível, incluindo o comportamento observável e/ou um modelo de processo. WS-BPEL é destinado para modelar o comportamento de ambos processos de negócios: os executáveis e processos abstratos.
WS-BPEL fornece uma linguagem para a especificação de processos de negócios executáveis e processos de negócio abstrato. Ao fazê-lo, ele estende o modelo de interação Web Services e permite que ele suporte a transações de negócios. WS-BPEL define um modelo de integração interoperável, que deveria facilitar a expansão da integração de processos automatizados dentro e entre empresas.
As origens do BPEL pode ser atribuída a WSFL e XLANG. Ele é serializado em XML e tem como objectivo permitir programação em grande escala. Os conceitos de programação em grande escala e programação pequena escala.
Programação em grande escala geralmente se refere ao alto nível do estado de transição interações de um processo BPEL refere-se a este conceito como um processo abstrato. Em Resumo, Processos BPEL representa um conjunto de comportamentos observáveis publicamente de forma padronizada. Um processo abstrato inclui informações como quando esperar por mensagem, quando enviar mensagens, quando compensar as transações falhas, etc programação na pequena, ao contrário, lida com vida curta comportamento de desenvolvimento, muitas vezes executada como uma única transação e envolvendo o acesso à lógica e aos recursos locais, como a de arquivo, a base de dados,etc. O desenvolvimento BPEL surgiu da ideia de que a programação de grandes sistemas e programação na pequena são necessários diferentes tipos de linguagens.

## História
IBM e Microsoft tinham definido as suas próprias, e bastante semelhante, "linguagem de programação em grande escala": WSFL e XLANG, respectivamente. Com o advento e a popularidade do BPML, e o sucesso crescente de BPMI.org e do movimento liderado por OpenBPMS, JBoss e Intalio Inc., IBM e Microsoft decidiram combinar essas linguagens em um novo idioma, BPEL4WS. Em abril de 2003, o consórcio formado por BEA Systems, IBM, Microsoft, SAP e Siebel Systems apresentou o BPEL4WS 1.1 à OASIS para a normalização através do Web Services BPEL Technical Committee. Embora BPEL4WS apareça tanto como versão 1.0 e versão 1.1, a comissão técnica OASIS WS-BPEL  votaram em 14 de setembro de 2004 a alteração do nome para "WS-BPEL 2.0".
Esta mudança de nome alinha BPEL com outras convenções Web Service de nomenclatura padrão, que começam com "WS" e levou em consideração as melhorias mais significativas entre BPEL4WS 1.1 e WS-BPEL 2.0. Se não houver uma versão específica, o apelido BPEL é comumente usado. 